# Guimarães Júnior
Luís Caetano Pereira Guimarães Júnior (Rio de Janeiro, 17 de fevereiro de 1845 — Lisboa, 20 de maio de 1898) foi um diplomata, poeta, contista, romancista e teatrólogo brasileiro. 
Bacharelou-se na Faculdade de Direito do Recife em 1869, na turma de Araripe Júnior. Sua obra evoluiu do Romantismo para o Parnasianismo. Na carreira diplomática, chegou a ministro plenipotenciário, tendo servido em Santiago do Chile, Roma e Lisboa. Já aposentado, ficou a morar nesta cidade, onde gozou da amizade de alguns dos principais intelectuais do período, como Eça de Queirós, Ramalho Ortigão, Guerra Junqueiro e Fialho de Almeida. Membro fundador da Academia Brasileira de Letras.
Conhece-se colaboração da sua autoria nas revistas Jornal do domingo : revista universal (1881-1888) e Ribaltas e gambiarras (1881).
Em Lisboa, como secretário de Legação, teve ocasião de conhecer alguns dos mais ilustres espíritos do tempo. Distinguia-se como poeta e como homem do mundo. Ramalho Ortigão assim o definiu: “Como poeta, ele é um primeiro adido à legação da elegância... O seu estilo tem um lavor de renda, uma suavidade de veludo e um fresco perfume de toilette.” Tinha predileção pelas cidades da arte e do pensamento. O poeta celebra Londres, celebra Roma. Mais que tudo, porém, recorda o seu país. Suas principais obras são Corimbos e Sonetos e rimas. O primeiro representa a fase em que vivia no Brasil (1862 a 1872); o outro, o período em que residiu na Europa. A apreciação de críticos e estudiosos como Vicente de Carvalho, Medeiros e Albuquerque e Carlos de Laet, foi de pleno reconhecimento da poesia de Luís Guimarães Júnior. Seus sonetos revelam um grande apuro da forma, combinações métricas finas e sutis, e o gosto pelos motivos exóticos que ele pôde sentir e observar em suas peregrinações por terras estrangeiras. Romântico de inspiração, mas já dentro da orientação parnasiana, ele foi, no apuro da expressão, um precursor da poesia de Raimundo Correia, Bilac e Alberto de Oliveira.
Morreu com 53 anos no primeiro andar do n.º 61 da Rua Direita de Pedrouços (Santa Maria de Belém), no estado de viúvo de D. Cecília Canongia, com quem casara aos 28 anos. Deixou quatro filhos: Iracema, Luís, Gabriela e Horácio. Foi inumado em jazigo particular no Cemitério do Alto de São João.

## Obras
- Lírio branco, romance (1862);
- Uma cena contemporânea, teatro (1862);
- Corimbos, poesia (1866);
- A família agulha, romance (1870);
- Noturnos, poesia (1872);
- Filigranas, ficção (1872);
- Sonetos e rimas, poesia (1880);
- As quedas fatais, teatro;
- André Vidal, teatro;
- As jóias indiscretas, teatro;
- Um pequeno demônio, teatro;
- O caminho mais curto, teatro;
- Os amores que passam, teatro;
- Valentina, teatro;
- A alma do outro mundo, teatro (1913).

## Academia Brasileira de Letras
Foi um dos dez membros eleitos para completar o quadro de fundadores da Academia Brasileira de Letras, onde criou a cadeira 31, que tem como patrono o poeta Pedro Luís Pereira de Sousa.